# Tiankoura (departamento)
Tiankoura é um departamento ou comuna da província de Bougouriba no Burkina Faso. A sua capital é a cidade de Tiankoura.
Em 1 de julho de 2018 tinha uma população estimada em 16840 habitantes.